# Megaperca gyrina
Megaperca gyrina är en plattmaskart. Megaperca gyrina ingår i släktet Megaperca och familjen Megaperidae. Inga underarter finns listade i Catalogue of Life.